# 欧亚经济联盟
欧亚经济联盟（ЕАЭС），亦稱為歐亞聯盟（EEU），是一个由俄罗斯、白俄罗斯、哈萨克斯坦、吉尔吉斯斯坦、亚美尼亚5个前苏联国家为加深经济、政治合作而组建的國際組織。
2011年10月，该计划由時任俄罗斯总理弗拉基米尔·普京以歐洲聯盟为基础而提出并引发关注。但此概念，最早是由时任哈萨克斯坦总统努尔苏丹·纳扎尔巴耶夫于1994年在莫斯科大学演讲時提出。
2011年11月18日，俄罗斯、白俄罗斯、哈萨克斯坦三國总统签署协议，计划在2015年建立欧亚經濟联盟。该协议包括未来整合的路线图，并建立欧亚委员会（以欧盟委员会为蓝本）和欧亚经济空间等機構，並从2012年1月1日起开始实施。
欧亚經濟聯盟的建立，外界一般认为这是要恢复过去的苏联榮耀。但哈萨克斯坦总统纳扎尔巴耶夫在欧亚经济委员会最高理事会会议上表示，成立欧亚经济联盟并非试图恢复苏联。
2014年5月29日，俄罗斯、白俄罗斯、哈萨克斯坦三国总统在哈萨克斯坦首都阿斯塔纳签约正式成立欧亚经济联盟（Евразийский Экономический Союз）。
| 成员国   | 加入日期      | 签署日期       |
| -------- | ------------- | -------------- |
| 亞美尼亞 | 2015年1月2日  | 2014年10月10日 |
| 白俄羅斯 | 2015年1月1日  | 2014年5月29日  |
|          | 2015年1月1日  | 2014年5月29日  |
|          | 2015年8月12日 | 2014年12月23日 |
| 俄羅斯   | 2015年1月1日  | 2014年5月29日  |

## 成员
成立欧亚经济联盟的条约由三个前苏联加盟国俄罗斯、白俄罗斯和哈萨克斯坦签署。另有两个前苏联加盟国亚美尼亚和吉尔吉斯斯坦分别在2014年10月9日及同年12月23日签署协议使其扩大。吉尔吉斯斯坦认为加入该联盟可以方便该国与俄罗斯之间劳工移民。
亚美尼亚曾在2013年9月宣布加入欧亚关税同盟，总统萨尔基相在与俄总统普京对話之后做出有关决定。2014年10月9日亚美尼亚签署了欧亚经济联盟成员扩大协定。
2017年4月摩尔多瓦成为该联盟观察员国。
乌兹别克斯坦和古巴于2020年12月11日成为观察员国。2021年12月总统选举结束后，乌兹别克斯坦表示将在2022~2023年间着手申请正式加入欧亚经济联盟。

### 扩大
俄罗斯总统普京表示，他的目标是将关税联盟扩大到所有前苏联国家，但不包括加入欧盟的波罗的海三国。据“卫报”报道，普京的计划是让欧亚联盟成为类似欧盟的“超国家联盟”，将经济、法律制度、海关服务联合起来，以及军事力量，在欧洲和亚洲之间架起了一座桥梁，以平衡欧盟和美国的关系。
2015年5月，俄罗斯联邦与南奥塞梯签署了一项一体化协定，如果南奥塞梯加入，未来将加入俄罗斯联邦。塔吉克斯坦被正式邀请加入欧亚经济联盟，并表示有兴趣加入。
塔吉克斯坦被认为是潜在的候选国，目前正在进行成员谈判。2015年，塔吉克斯坦表示将努力入欧亚经济联盟。
乌兹别克斯坦对加入欧亚经济联盟仍然犹豫不决，由于乌兹别克官员对融合前景提出了反对的主张。该国目前不愿追求经济和政治一体化。俄罗斯官员表示，与该国的融合将缓慢，分析人士指出，随着俄罗斯在吉尔吉斯斯坦和塔吉克斯坦的影响力和贸易的增加，这可能会使人信服。乌兹别克斯坦开始了其一体化进程，当时俄罗斯宣布将注销该国所欠债务8.65亿美元。乌兹别克斯坦于2014年加入独联体自贸区，这意味着乌兹别克斯坦与欧亚联盟成员国有自由贸易。根据部分媒体报道，由于乌兹别克斯坦议会计划转型为中立国，该国不打算成为欧亚经济联盟正式成员。2020年3月，乌兹别克斯坦宣布将成为欧亚经济联盟观察员国。
欧亚经济联盟和欧洲联盟都提议摩尔多瓦、乌克兰和格鲁吉亚加入它们的一体化联盟。这三个国家都于2014年3月21日签署了结盟协定，选择加入欧洲联盟。然而，三国的分离地区（分别是德涅斯特河沿岸、顿涅茨克、卢甘斯克、南奥塞梯和阿布哈兹表示希望加入欧亚海关同盟，并融入欧亚经济联盟。加入欧盟的协议与欧亚经济联盟观察员状态之间互相具备排他性，2017年摩尔多瓦成为该联盟第一个观察员国，并在此后积极参与该联盟有关会议。
乌克兰于2013年8月以观察员身份提交了参加欧亚经济联盟的申请。乌克兰总统亚努科维奇中止和欧洲联盟签署政治和自由贸易协议，谋求与欧亚联盟的一体化，这是引发终结其总统任期的乌克兰亲欧盟示威运动的关键因素，并导致克里米亚危机。一些分析人士认为，乌克兰加入欧亚经济联盟是联盟成功的关键，因为乌克兰是前苏联15个共和国中的第二大经济体。危机过后，俄罗斯和乌克兰之间关系紧张，乌克兰决定寻求与欧盟的一体化。
2014年6月6日，哈萨克斯坦总统纳扎尔巴耶夫邀请土耳其加入欧亚经济联盟，但该国更愿意加入欧盟。
俄罗斯总理梅德韦杰夫在2013年8月发表的声明中将格鲁吉亚列为潜在成员。格鲁吉亚总理毕齐纳·伊万尼什维利于2013年9月表示，他正在研究加入欧亚联盟的可能性，但他后来澄清说，格鲁吉亚的主要战略仍然是融入欧洲联盟。

## 现有的地区合作
俄羅斯、白俄罗斯和哈萨克斯坦的經濟联盟已经为这三个国家带来局部的“经济统一”，欧亚經濟联盟則要延续和加强这个关税同盟。
其他区域组织也提供了进一步整合的基础：
- 俄白联盟国：俄罗斯和白俄罗斯
- 歐亞經濟共同體：俄罗斯、白俄罗斯、哈萨克斯坦、吉尔吉斯斯坦和塔吉克斯坦
- 集体安全条约组织：俄罗斯、白俄罗斯、哈萨克斯坦、吉尔吉斯斯坦、塔吉克斯坦和亚美尼亚
- 独立国家联合体：包括大多數前蘇聯國家。

## 欧亚委员会
由時任俄羅斯總統梅德韦杰夫、白俄罗斯總統卢卡申科和哈萨克斯坦總統纳扎尔巴耶夫签署的协议建立了欧亚委员会，作为欧亚经济空间的超国家机构，从2012年1月1日起正式开始运作。这是仿照欧盟委员会建立的，总部设在莫斯科，委员会工作人员的基础设施和住宿的费用由俄罗斯提供，三国组成的海关联盟所收到的税收用以资助整个委员会的運作。
三国各派出一位副总理以负责领导委员会，此外，每个国家派出3人以上的代表團以处理日常事务。委员会将由多个部门组成，基础工作人员按照各国人口比例组成：84%是俄罗斯人、10%是哈萨克斯坦人以及6%是白俄罗斯人。俄罗斯政府计划任命工业与贸易部长维克托·鲍里索维奇·赫里斯坚科担任俄方的高層管理人員，另外两国的人选待查。
欧亚委员会有制定关税、能源和财政政策等宏观经济领域的决策权。此外，委员会也涉及政府招标和移民控制等领域。

## 与中国的合作
2018年5月17日，中国商务部国际贸易谈判代表兼副部长傅自应同欧亚经济委员会执委会主席萨尔基相及欧亚经济联盟各成员国代表在哈萨克斯坦首都阿斯塔纳共同签署经贸合作协定。
2020年12月11日，俄罗斯总统普京在欧亚经济联盟最高权力机构，即欧亚经济委员会最高理事会上表示：联盟应该加强与中国的‘一带一路’对接。

## 与伊朗的合作
2019年，欧亚经济联盟與伊朗簽署临时贸易协定。2023年12月25日，欧亚经济联盟与伊朗代表签署全面自由贸易协定。